# Матьяш, Андре
Андре Матьяш (порт. André Matias, род. 22 июня 1989 года) — ангольский гребец, многократный призёр чемпионата Африки.

## Спортивная биография
На молодёжном уровне первым крупным стартом в карьере Матьяша стал чемпионат мира, где он в соревновании легковесных одиночек стал третьим в финале E. При этом участие в этом чемпионате Матьяш принял благодаря португальской федерации академической гребли. В следующем году на молодёжном чемпионате мира в белорусском Бресте Андре выступил в финале D, где стал 4-м. Пробовался ангольский гребец отобраться на летние Олимпийские игры 2012 года в Лондоне, но не смог показать высокий результат на африканской квалификационной регате. Следующие несколько лет Матьяш не выступал на международных соревнованиях, сосредоточившись на выступлениях за сборную своего колледжа, причём в 2010 году он даже смог стать чемпионом США в соревнованиях среди колледжей в легковесных одиночках.
С 2013 года Матьяш сменил дисциплину и стал принимать участие в соревнованиях двоек вместе с Жаном-Люком Расамоэлина. В том же году ангольский экипаж завоевал своё первую медаль, став третьими на чемпионате Африки. В 2014 году Матьяш и Расмоэлина дважды стали вторыми на континентальном первенстве, а на чемпионате мире в Амстердаме они стали первыми в финале E. В октябре 2015 года ангольский экипаж стал вторым по итогам африканской олимпийской квалификации в соревновании легковесных двоек. Этот результат не позволял спортсменам получить лицензию для участия в летних Олимпийских играх 2016 года, поскольку в этой дисциплине разыгрывалась только одна путёвка. Однако по правилам FISA по итогам континентальных соревнований путёвку на Игры от одной страны может получить только один мужской экипаж, то НОК Египта, который выиграл соревнования и в M1x, и в LM2x, принял решение в пользу мужской одиночки. Таким образом Матьяш и Расмоэлина получили именные лицензии на участие в Играх, став первыми в истории представителями Анголы в академической гребле на Олимпийских играх.

## Личная жизнь
- Окончил в 2012 году Гамильтоновский колледж в Нью-Йорке по специальности мировая политика.